# Hyundai Coupe
El Hyundai Coupe, también conocido como Hyundai Tiburón y Hyundai Tuscani, fue un automóvil deportivo producido por el fabricante surcoreano Hyundai desde el año 1996 hasta el año 2008. Diseñado por Pininfarina, el chasis puesto a prueba por Porsche y un motor de Mitsubishi.
Su nombre original es Hyundai Tiburon, pero en Europa se llamó Hyundai Coupe, debido al registro de Citroën, que tiene registrado el modelo "Tiburon" (del antiguo Citroën DS Tiburon).
En España, todos los Hyundai Coupe son denominados "Hyundai Coupe FX" (FX es por su equipamiento, en otros países se vende sin equipamiento, en España todos los extras vienen de serie).
Es un cupé de tres puertas con motor delantero y tracción delantera con diversas motorizaciones:
- - 1.6 Alpha 105 CV ~ 107 CV
- - 1.6 Beta 114 CV ~ 116 CV
- - 1.8 Beta 130 CV
- - 2.0 Beta 139 CV ~ 143 CV
- - 2.7 V6 165 CV ~167 CV
- - 2.7 V6 185 CV

## Primera generación (1996-1999)

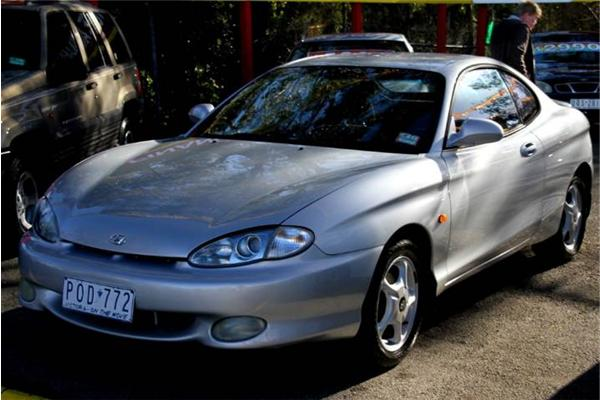
La primera generación del Hyundai Coupe (First).

La primera generación del Coupe (conocido como First), código de chasis RD, incorporaba motores gasolina desarrollados conjuntamente con Mitsubishi, denominados motores BETA un 1.6 litros de 116 CV, un 1.8 litros de 130 CV (Este era compartido en el Hyundai Sonata) y un 2.0 litros de 139 CV.

## Segunda generación (1999-2001)

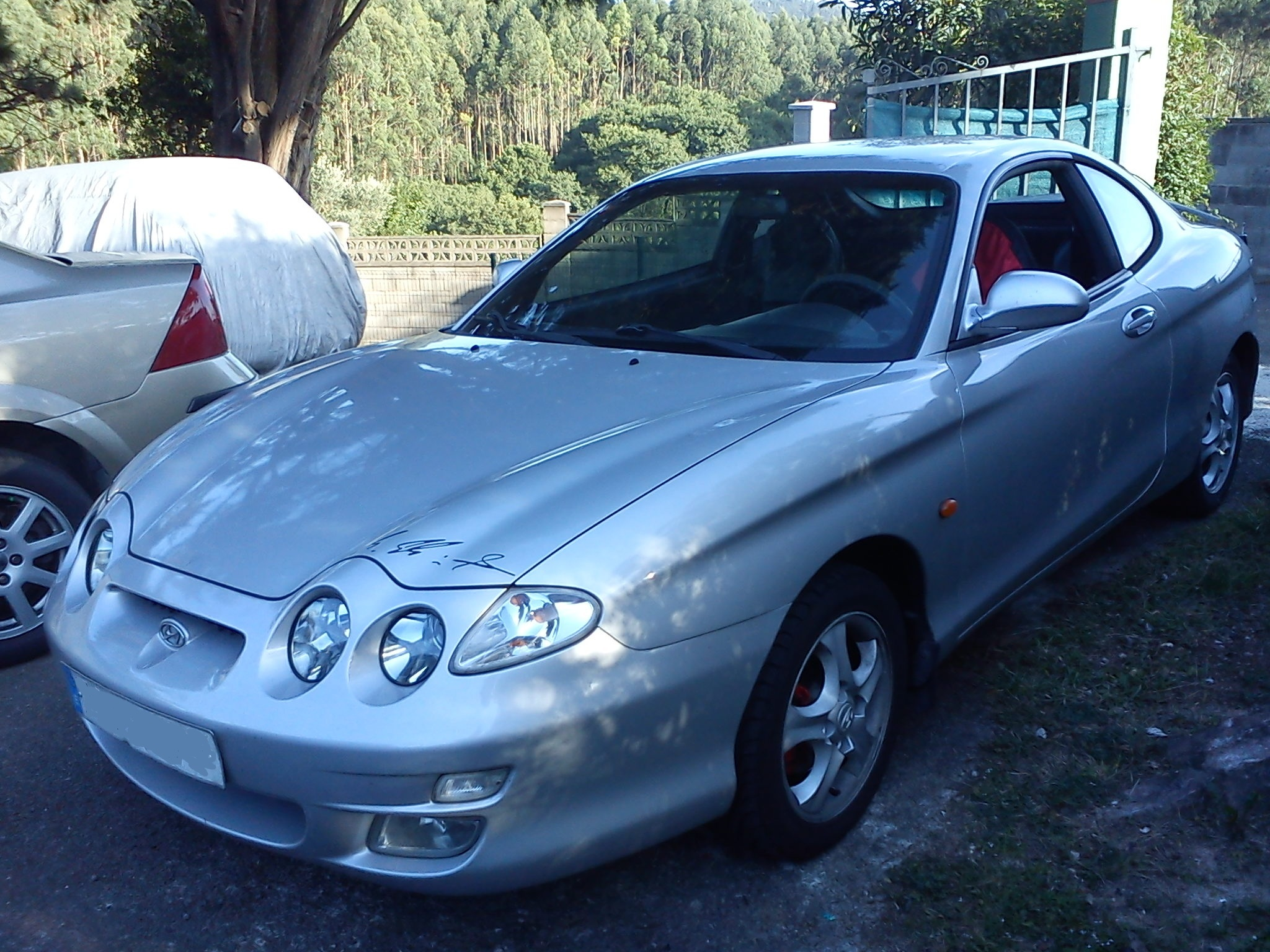
La segunda generación del Hyundai Coupe (Turbulence).

La segunda generación del Coupe surgió de un reestilizado del Coupe de primera generación. Es conocido en gran parte del mundo por "Turbulence", aunque en España se le ha apodado como "Bifaro" debido a la forma de sus faros delanteros. Mantiene el código de chasis RD (o RD2).
La segunda generación apareció en España en diciembre de 1999, cuando apareció montaba los mismos motores desarrollados conjuntamente con Mitsubishi que el anterior (el 1.6 Beta I de 116CV, el 1.8 Beta I de 130 CV (a España no llegó, pero a los Estados Unidos y Corea sí) y el 2.0 Beta de 139 CV, en enero del 2000, con la entrada de la nueva normativa Euro3, se empezó a vender con las motorizaciones 1.6 Alpha de 107 CV (que es el motor 1.5 del Hyundai Accent, pero modificado, aunque el 1.6 Beta no desapareció definitivamente hasta finales del año 2000), Los últimos modelos equipaban el mismo 1.6 Alpha, pero revisado debido a las normativas de emisiones, pasando de 107cv a 105cv.
En cuestiones de chasis se introdujeron ciertas mejoras en el tren posterior, solucionando en gran parte los problemas de rigidez del modelo anterior.

## Tercera generación (2002-2005)

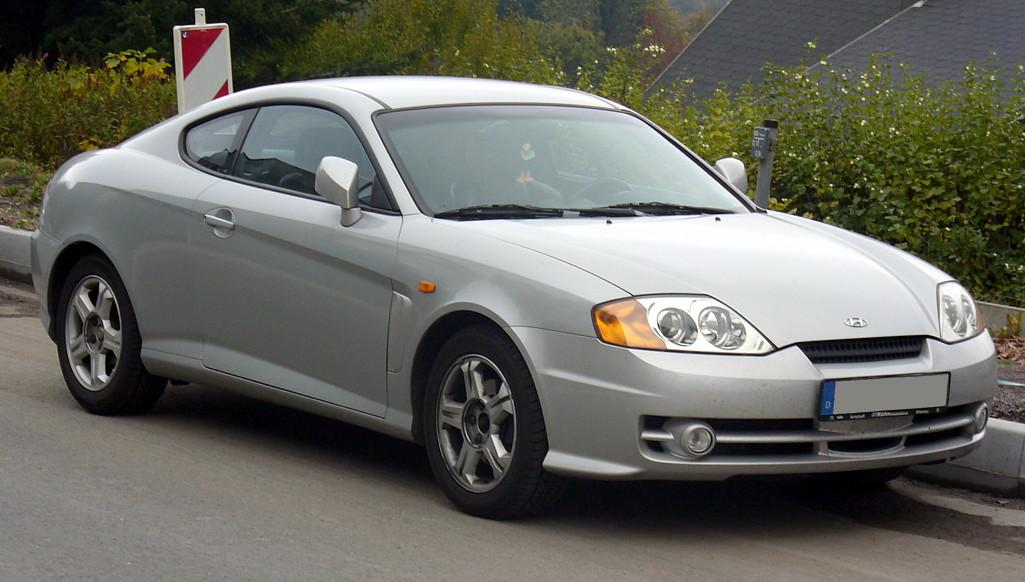
Tercera generación del Hyundai Coupe (Tuscani)

La tercera generación del Hyundai Coupe fue lanzada al mercado americano en el año 2001, aunque a España llegó a partir de principios de 2002. El código de chasis pasaba a denominarse GK y el nombre real del modelo es Tuscani, teniendo incluso sus propios emblemas, aunque en Europa se seguía conociendo como Coupe y en América era conocido como Tiburon.
Las primeras unidades de este nuevo modelo continuaban equipando el motor de 2.0 litros BETA I de los anteriores modelos, desarrollando 138cv. A mediados de 2003 empezó a equiparse con el motor 2.0 revisado (BETA II) y con distribución variable (VVT) que aumentaba la potencia hasta los 143 CV, se tenía también la opción del nuevo motor 2.7 V6 Delta de 172cv, con culatas de aluminio, lo cual conseguía mantener un peso contenido para el tamaño del propio motor. También seguía existiendo la motorización 1.6 Alpha, el mismo que se usaba ya en el anterior Coupe.
Como dato el motor 1.6 de 105cv solo podía equipar un escape, situado en el lado derecho del paragolpes, las versiones equipadas con los motores 2.0, 2.0 VVT y 2.7 V6 llevaban de serie un escape doble, con una salida en cada lado del paragolpes.
El modelo 2.7 V6 llevaba como extras en su equipamiento techo solar, interior completamente en cuero (negro o beige), consola central y ciertos elementos cromados, pedales de aluminio, climatizador, llantas de 17x7 y caja de cambios de 6 velocidades.
En América el motor 2.7 V6 entregaba una mayor potencia (181cv) ya que las normativas anticontaminación en aquella región son más permisivas.
A partir de esta generación en otros países el Hyundai Coupe es denominado Hyundai Tiburon o Tuscani, y por lo tanto se le denomina Tuscani en gran parte del mundo, la versión V6 se denominó Tuscani Elisa.

### Rediseño (2005-2007)

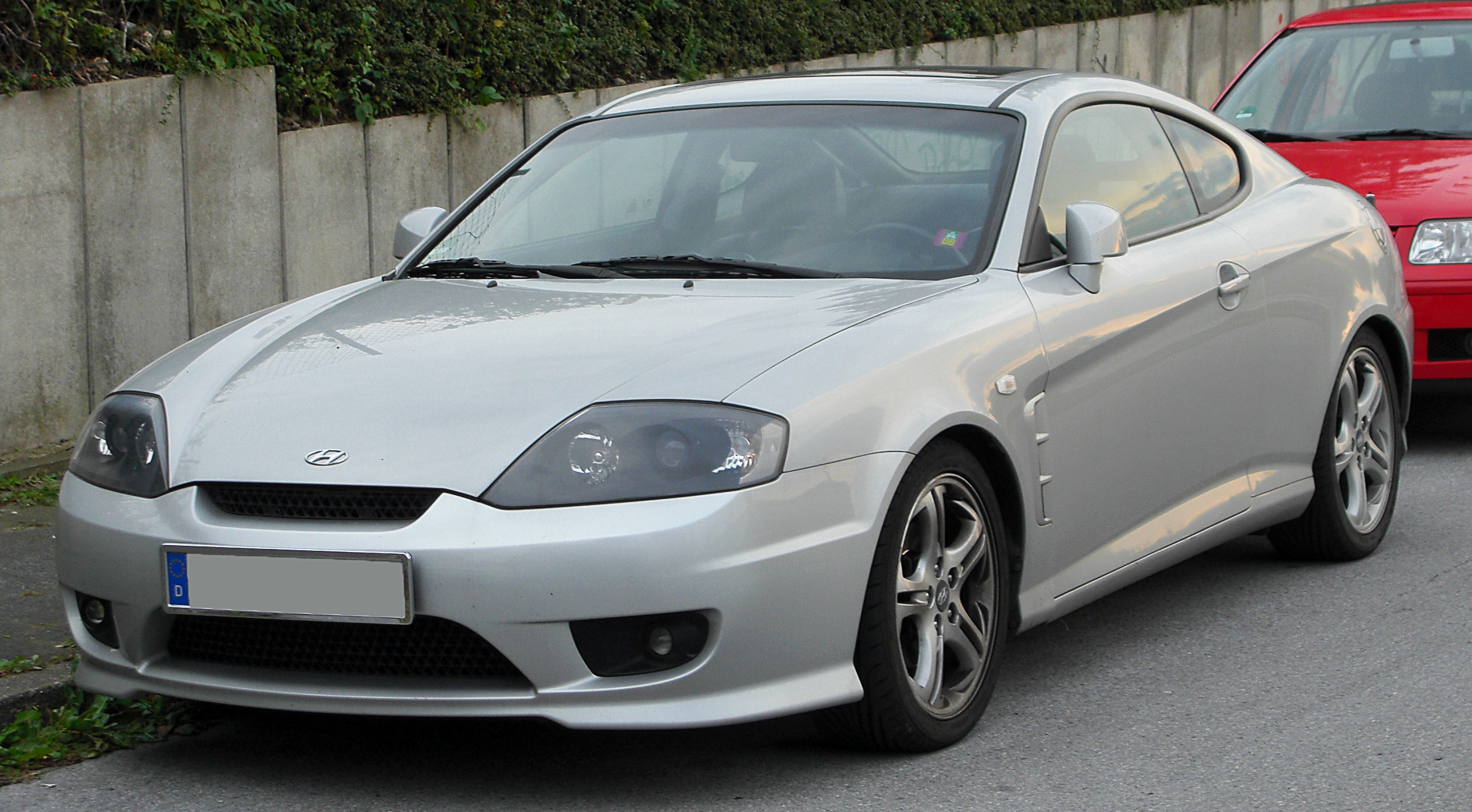
Restyling de la tercera generación del Hyundai Coupe

Los cambios de esta nueva versión eran solo estéticos, se modificó el paragolpes delantero, los faros frontales pasaron a tener fondo negro, las ópticas traseras y los antiniebla cambian también ligeramente, así como los espejos retrovisores que reducen su tamaño respecto a la versión anterior, lo cual aporta modernidad al modelo.

## Cuarta generación (2007-2010)

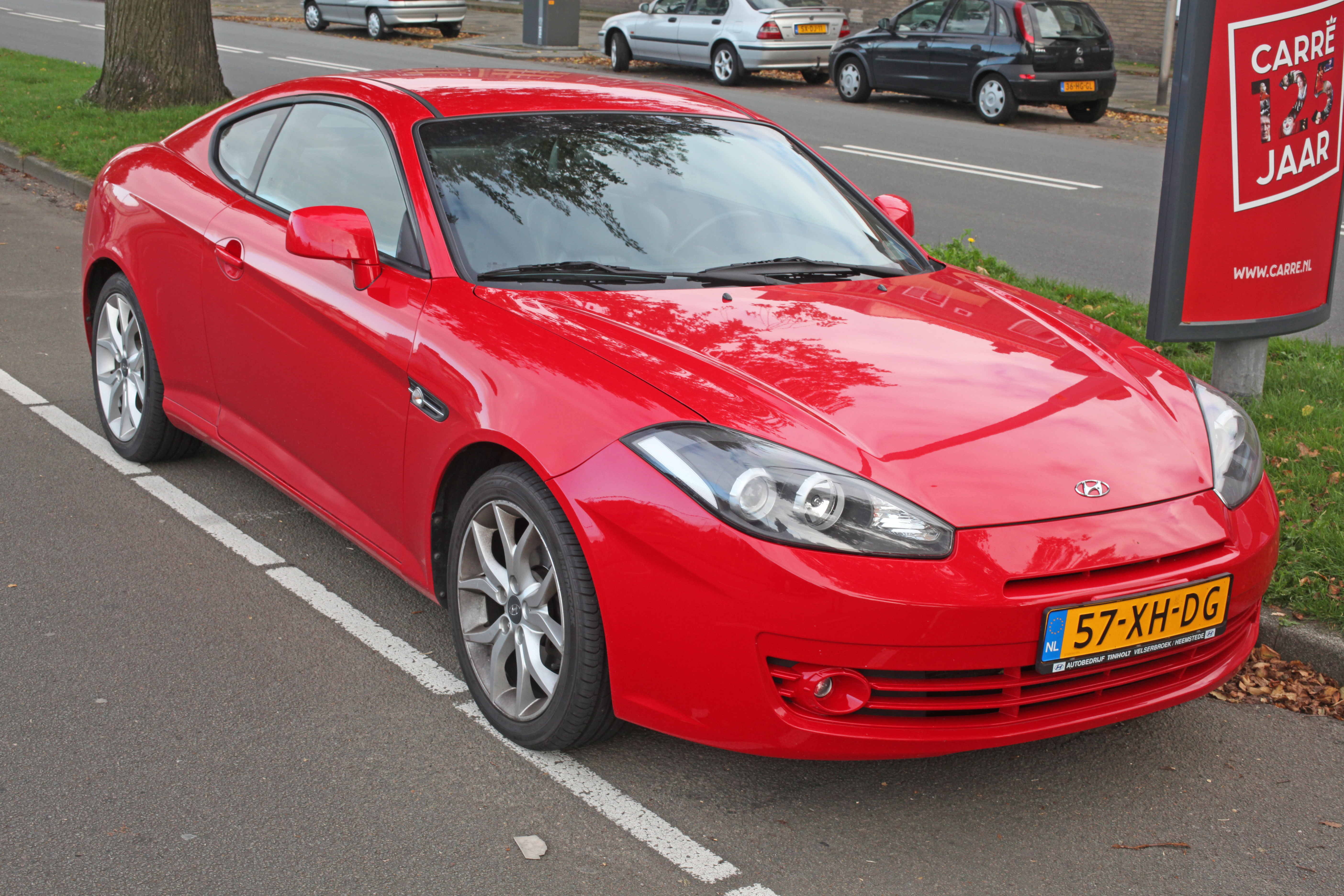
Cuarta generación del Hyundai Coupe (New Tiburon)

Esta última generación conocida como "New Tiburon" sufre únicamente cambios estéticos. En el interior los cambios consisten sencillamente en un nuevo diseño de la consola central y nuevo diseño del volante. Por otro lado en el exterior, destaca un nuevo frontal y los faros traseros y delanteros. En el apartado de lo mecánico, los cambios eran mínimos, las motorizaciones seguían siendo las mismas que en los modelos anteriores, salvo por el 2.7 V6, que debido a una nueva normativa anticontaminación pasaba de 167 a 165 CV.
La motorización 2.7 V6 pasó de tener 181 CV a 172 CV para Norteamérica debido a las Normas de Emisiones de Gases en dicho continente.
- Hyundai Coupe TSIII: En el año 2008 sale a la venta una versión especial limitada de este modelo, llamándose TSIII. Esta versión tenía numerosas modificaciones estéticas, como las llantas de 17 en un llamativo color antracita, un color blanco puro para la carrocería junto con el aleron Wild de serie, unos nuevos escapes con doble salida a cada lado y en el interior destaca una elegante tapicería de cuero negro con rombos, la cual se aplica a las banquetas y paneles de las puertas. En el aspecto mecánico no hay cambios, salvo que se vende exclusivamente con el motor 2.0 CVVT de 143 CV.

## Competición

### Hyundai Coupe F2 Evolution Kit Car
Preparado por los ingleses de Motor Sport Developments (MSD), con el motor 2.0 Beta evolucionado hasta los 265 CV, 254nm de par y 1000KG de peso, compitió desde el año 1998, hasta el 2000. Fue pilotado por Kenneth Ericcson, Wayne Bell y Alister McRae (Hermano de Colin McRae) y su mejor posición fue 9.º (categoría WRC incluida). Tuvo dos evoluciones: Evo1 y Evo2 (mejores frenos, ruedas, kit de ensanche, mejoras mecánicas, etc.)

## Debate sobre su sucesor

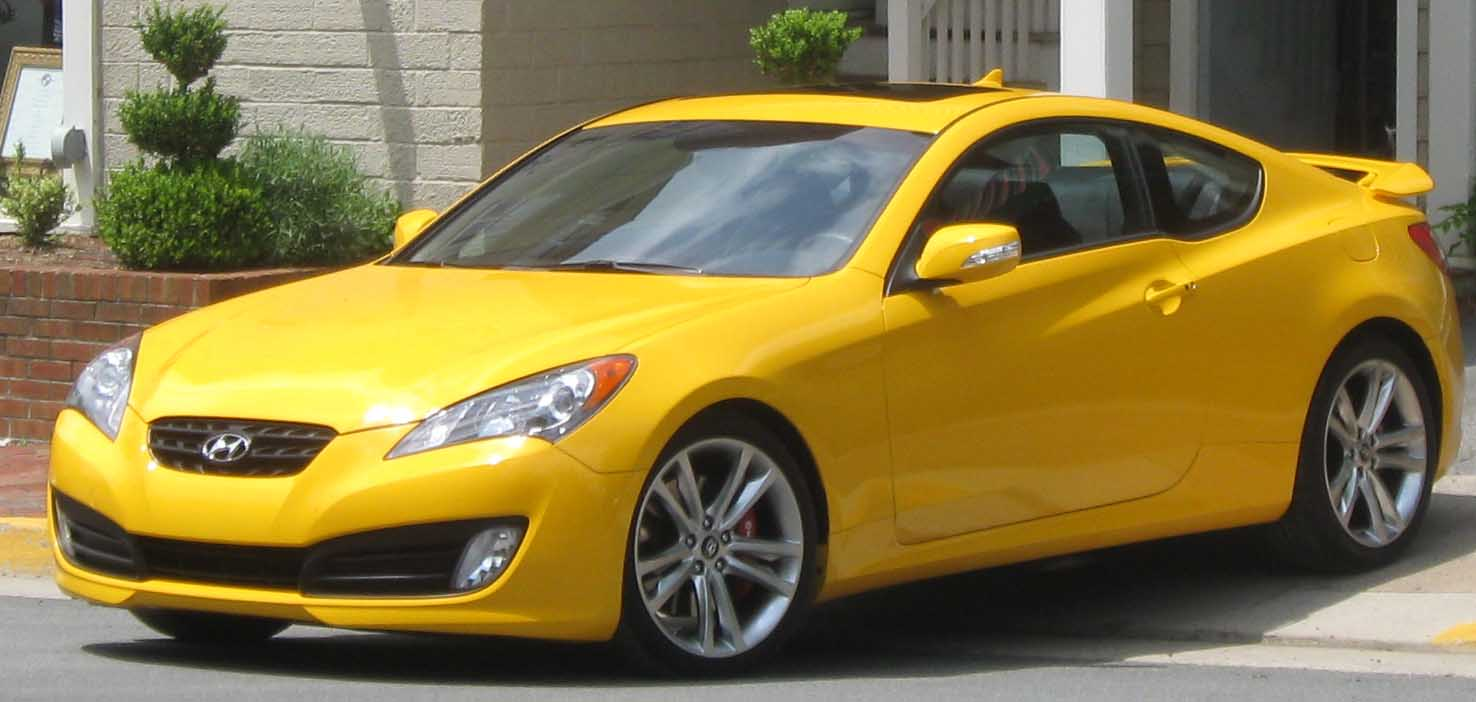
Hyundai Genesis Coupe

Oficialmente y siempre según Hyundai el sucesor del Hyundai Coupe es el Hyundai Veloster, pero prácticamente el mundo entero (propietarios, prensa especializada, etc.) coincide en que el legítimo sucesor de este modelo es, tanto por diseño como por filosofía y configuración, el Hyundai Genesis Coupe, pues se trata de un vehículo del mismo corte deportivo, y con mejores motorizaciones (2.0 Turbo y 3.8 V6) y, por ende, mejores prestaciones.

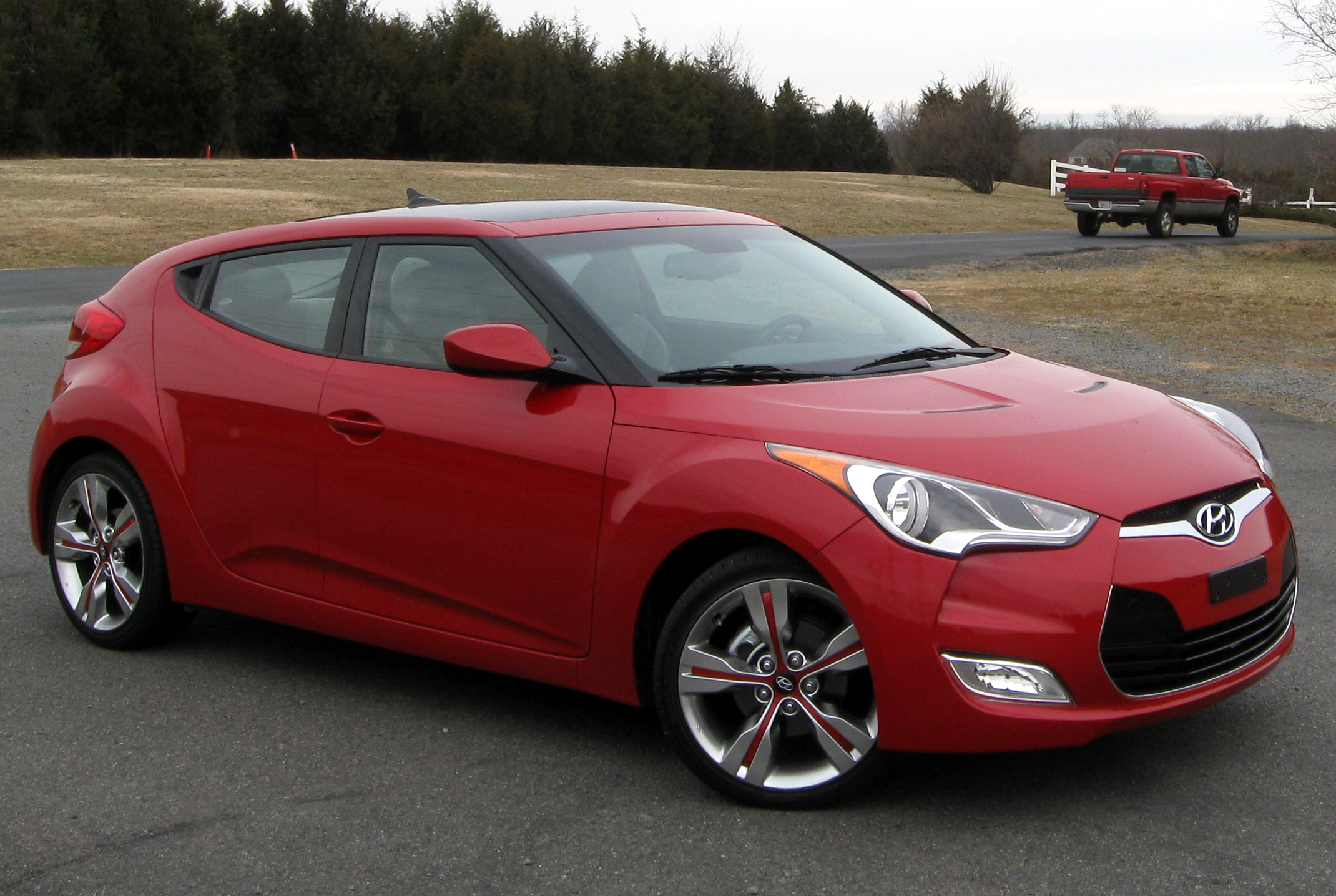
Hyundai Veloster

Mucha gente es la que opina que el Hyundai Veloster no es un digno sucesor del Coupe, pues no comparte la filosofía de vehículo deportivo, sino que se trata de un compacto de estética deportiva que, aunque parezca lo mismo, no lo es.